# Marilyn Hamilton
Marilyn Hamilton (...) è un'ex sciatrice alpina statunitense paralimpica, che ha rappresentato gli Stati Uniti nello sci alpino paralimpico ai Giochi paralimpici invernali del 1988 a Innsbruck, dove ha vinto una medaglia d'argento.

## Carriera
Alle Paralimpiadi di Innsbruck del 1988, in Austria, Fox si è piazzata al 2º posto nella gara di slalom gigante, con un tempo di1:39.48. Davanti a lei la svizzera Françoise Jacquerod, oro in 1:14.65 e dietro la giapponese Emiko Ikeda, bronzo in 1:52.32.
Ha gareggiato anche nell'evento di slalom speciale, senza ottenere un risultato soddisfacente.

## Palmarès

### Paralimpiadi
- 1 medaglia:
  - 1 argento (slalom gigante LW10 a Innsbruck 1988)